# Raaf (vogel)
De raaf (Corvus corax) is de grootste vogel uit de familie van de kraaien. De wetenschappelijke naam van de soort werd in 1758 gepubliceerd door Carl Linnaeus.

## Herkenning
De raaf is beduidend groter dan de zwarte kraai en de roek. De kop-staartlengte is 65 centimeter, de spanwijdte 1,20 meter en het gewicht bedraagt gemiddeld 1250 gram.

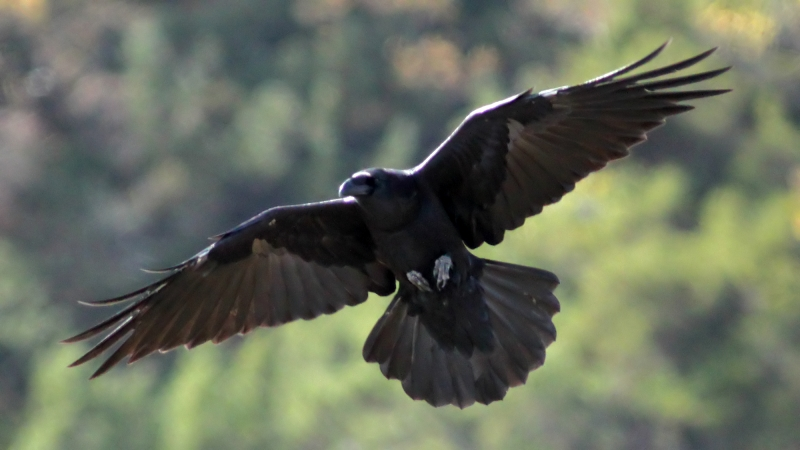
Raaf in vlucht

De snavel is in verhouding wat zwaarder en licht gekromd. In de vlucht is de vogel te herkennen aan het naar verhouding wat grotere kopprofiel en de breder uitwaaierende, ruitvormige staart. Ook vliegt hij hoger dan genoemde soorten en met tragere vleugelslag, hij zweeft geregeld even, terwijl een kraai meer doelgericht ergens naartoe vliegt. Het geluid is lager dan bij kraaien.

## Intelligentie
Raven worden beschouwd als intelligente dieren. Er wordt gezegd dat raven een pact kunnen vormen met wolven. Als een raaf een gewond dier ziet zou hij op zoek gaan naar een wolf en diens aandacht trekken. Nadat de wolf klaar is met de prooi zou de raaf die dan verder opeten. Het is ook bekend dat raven 'gereedschap' gebruiken; met stokjes peuteren ze voedsel uit holtes en met stenen kraken ze noten. De raaf kan geluiden uit zijn omgeving imiteren, zoals de menselijke stem.
Als een groep wilde raven een karkas opeist, nemen individuele raven stukken vlees en organen mee en verbergen die, om ze later in hun eentje op te eten. Een raaf onthoudt zo tientallen plekken waar hij eten heeft verstopt. Hij houdt bovendien in de gaten waar andere raven hun buit verstoppen, om later die voorraad te kunnen plunderen. Het is aangetoond dat raven weten wanneer een soortgenoot vanuit zijn positie iets niet kan zien en dat ze bij het plunderen van voedsel extra voorzichtig zijn als de soortgenoot die het voedsel verstopte (de 'eigenaar') in de buurt is.

## Sociaal gedrag
Raven weten niet alleen wie hun vrienden en rivalen zijn, maar ze houden ook rekening met allianties tussen andere raven. Als twee raven vriendschap sluiten, kan een derde gaan stoken. Raven zouden een vorm van troostend gedrag vertonen: als ze zien dat een familielid verslagen wordt in een gevecht, troosten ze die door lichamelijk contact te zoeken of diens veren schoon te maken. Hierdoor kunnen ze vermoedelijk zelf ook op troost rekenen. Een verslagen raaf ervaart hierdoor minder stress, maar blijft een verhoogd risico lopen op aanvallen van het familielid.

## Voedsel
De vogel is een alleseter maar leeft vooral van knaagdieren, insecten en larven, wormen, jonge vogels, kadavers, mosselen en aangespoelde vissen. Ook plantendelen als bessen en fruit en mest van onder andere wolven staan op het menu.
Raven leven deels van verkeersslachtoffers van (snel)wegverkeer. Het komt de ravenstand, en veel andere aasetende diersoorten, ten goede als kadavers van grotere dieren in het bos blijven liggen.

## Voortplanting

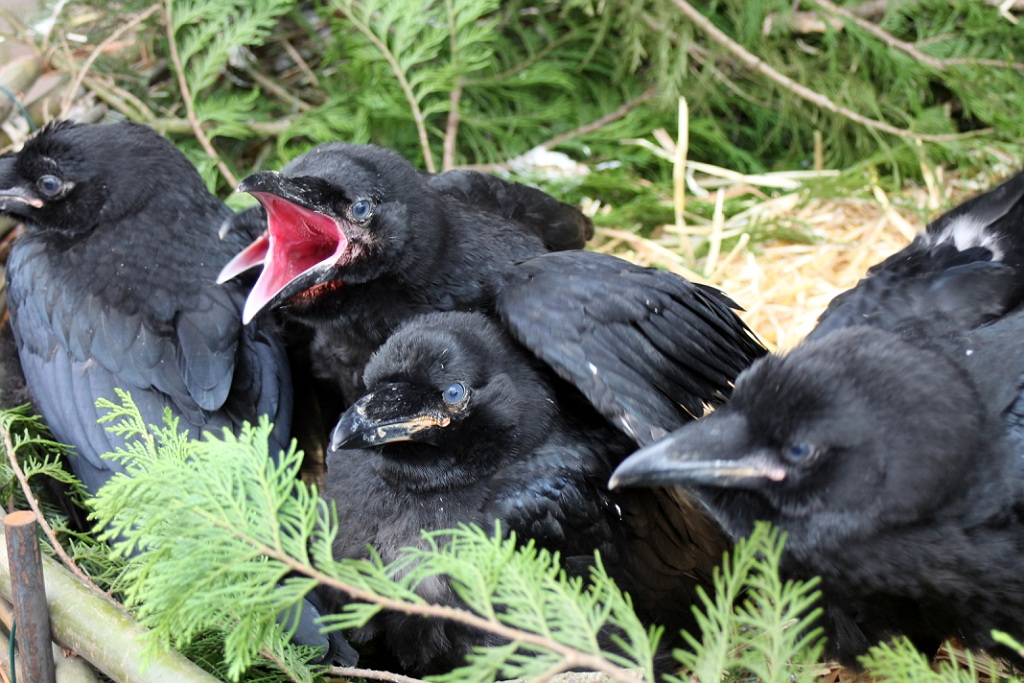
Een nest jonge raven in gevangenschap

In de herfst en winter leven raven in grote groepen, maar zodra het broedseizoen begint, eisen vaste koppeltjes een territorium op.
Het nest bouwt een raaf bij voorkeur in een hoge boom en gebruikt ditzelfde nest tientallen jaren lang waarbij het ieder jaar wat wordt uitgebreid. Ze doen dit soms ook in hoogspanningsmasten, waar ze gevrijwaard zijn van aanvallen door hun grootste vijanden: marters. De vogel kan tientallen jaren oud worden, al is dat in de vrije natuur gewoonlijk veel minder. Van tamme exemplaren in de Tower of London zijn leeftijden van 44 jaar geregistreerd. De raaf is monogaam en blijft zijn hele leven bij zijn partner.

## Verspreiding
De raaf is, onafhankelijk van het klimaat, vrijwel op het hele noordelijk halfrond te vinden: van de Groenlandse ijsvelden tot de Mexicaanse zandwoestijnen. Toch is hij zeldzaam of uitgeroeid in Frankrijk, België, Nederland (1926), Duitsland en Denemarken.
De soort telt 11 ondersoorten:
- C. c. principalis: Alaska, Canada (behalve het zuidwesten), Groenland en de noordelijke en oostelijke Verenigde Staten.
- C. c. sinuatus: zuidwestelijk Canada via de westelijk-centrale Verenigde Staten tot Mexico en Nicaragua.
- C. c. clarionensis: de zuidwestelijke Verenigde Staten en noordwestelijk Mexico.
- C. c. varius: IJsland en de Faeröereilanden.
- C. c. corax: van noordwestelijk Europa via Centraal-Europa tot centraal Siberië.
- C. c. hispanus: het Iberisch Schiereiland, Italië en de mediterrane eilanden.
- C. c. laurencei: van Griekenland, Cyprus en Turkije tot westelijk China en noordelijk India.
- C. c. tingitanus: noordelijk Afrika.
- C. c. canariensis: de Canarische Eilanden.
- C. c. tibetanus: centraal Azië.
- C. c. kamtschaticus: westelijk Mongolië, oostelijk Siberië, noordoostelijk China, noordelijk Japan en de nabijgelegen eilanden.

### Raven in Nederland
In Nederland leven nu weer raven, na een geslaagde herintroductie op de Veluwe midden jaren zeventig. In 2000 waren er ongeveer honderd broedparen in Nederland, merendeels op de Veluwe maar ook enkele op de Utrechtse heuvelrug, de Sallandse heuvelrug en in Zuidwest-Drenthe. Na een top van zo'n 130 broedparen eind jaren negentig is de stand weer wat ingezakt doordat een konijnenziekte (VHS) de konijnenstand flink heeft laten dalen, en doordat er in het natuurgebied niet meer bijgevoerd wordt met slachtafval waar ook de raven van profiteerden. Volgens Sovon schommelde het bestand tussen de 75 en 90 broedparen in 2007 en de trend was tot 2015 (125-145) constant (geen significante toe- of afname). Geleidelijk lijkt de raaf zijn leefgebied in Nederland uit te breiden; er zijn ook waarnemingen uit Noord-Brabant gemeld en in de periode 2013-2015 zijn vestigingen in Friesland en in de binnenduinrand vastgesteld. In 2019 werd een paartje met jongen in het Amsterdamse Bos waargenomen. De raaf staat als niet bedreigd op de internationale Rode Lijst van de IUCN, maar werd in 2004 als gevoelig op de Nederlandse Rode Lijst gezet.

### Raven in Vlaanderen
De raaf staat niet op de Vlaamse rode lijst. Het dier was lang uitgestorven in Vlaanderen maar maakte begin 21e eeuw een comeback.
In 2018 broedde voor het eerst sinds 1865 weer een koppel raven in het Meerdaalwoud, Vlaams-Brabant. Ook in Bosland in Hechtel-Eksel werd in 2020 een broedgeval vastgesteld.

### Raven in het Verenigd Koninkrijk

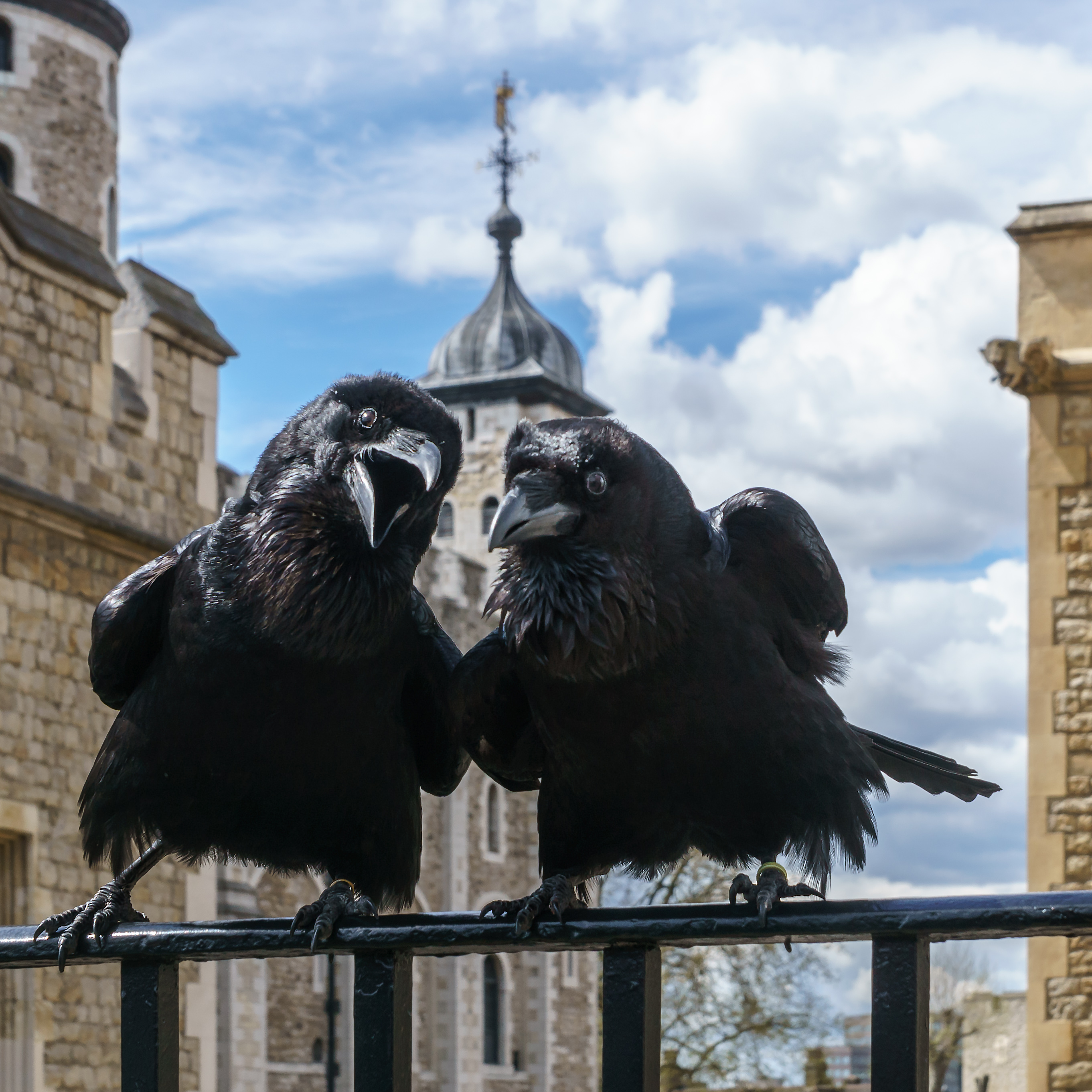
Raven bij de Tower; Jubilee werd uitgebroed in Somerset in 2012 en draagt een gouden ring. Munin werd uitgebroed in North Uist in 1995 en draagt een lichtgroene ring, dit is de oudste raaf bij de Tower

In de Londense Tower zijn vanouds minstens zes raven aanwezig en ze vormen daar een toeristische attractie. Een legende zegt dat het Koninkrijk zal vallen als er minder dan zes raven aanwezig zijn in het historisch bouwwerk. In het wild komen raven nog voor in Schotland en Wales.

## Mythologie

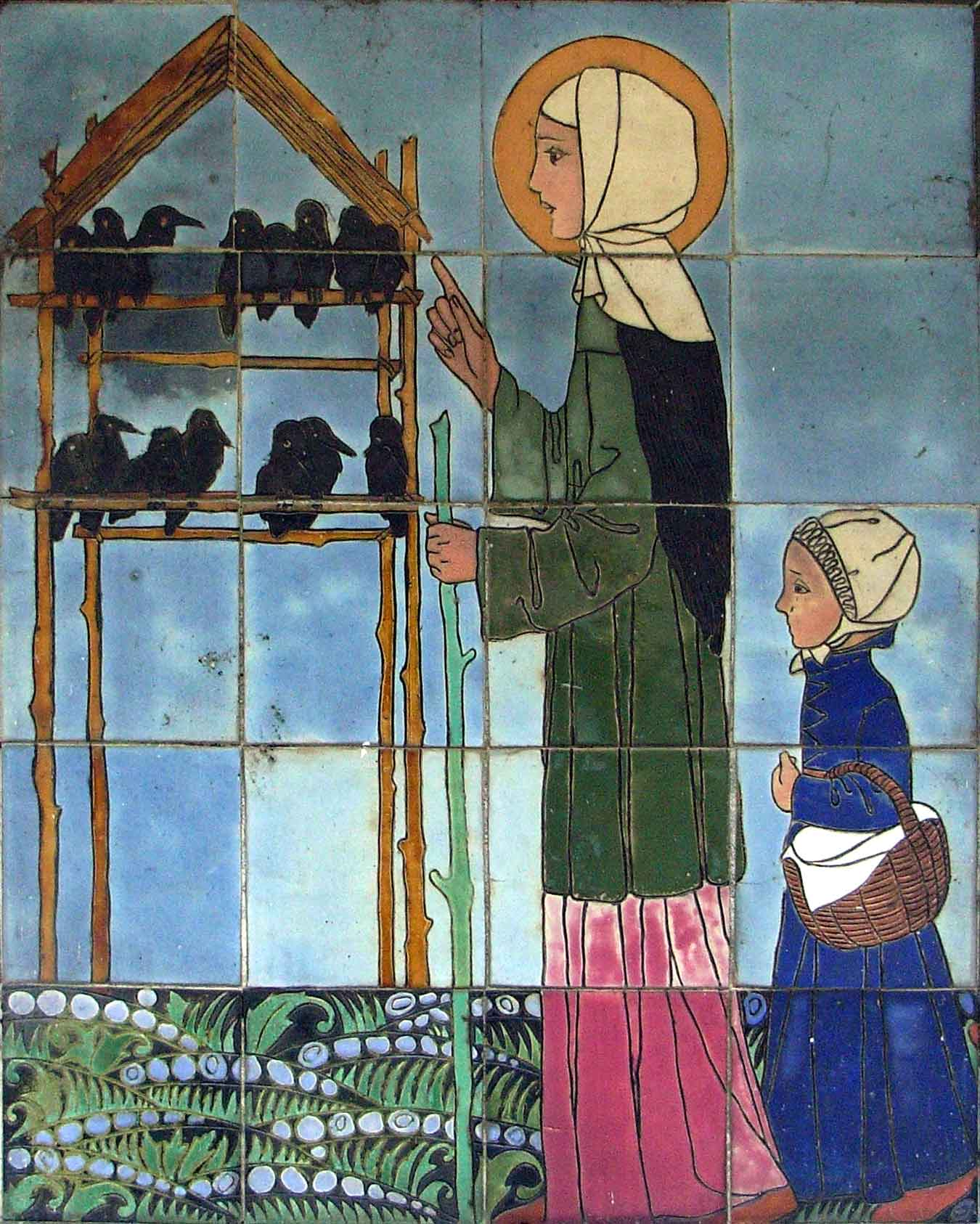
Godelieve en de raven

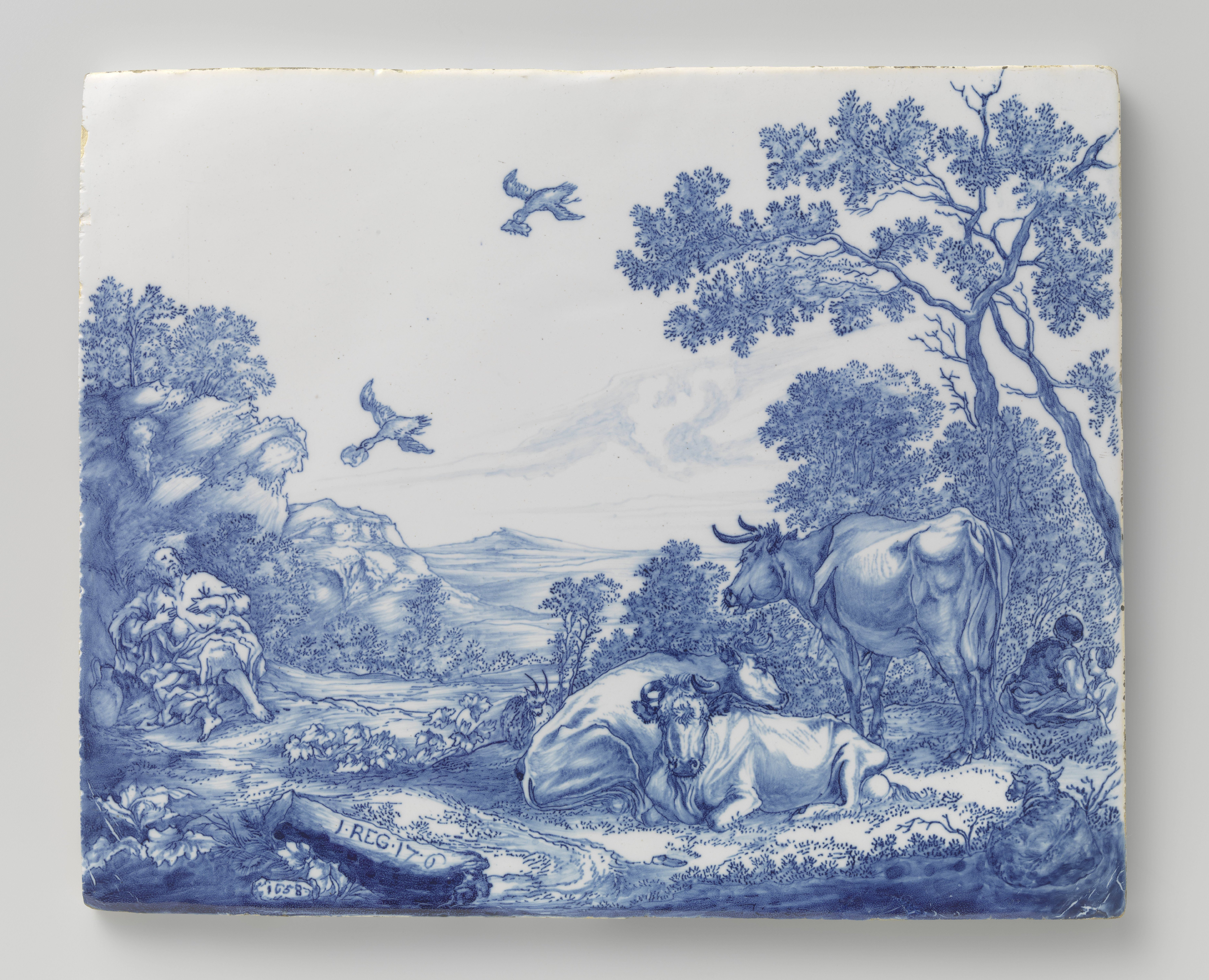
Plaat met voorstelling van de profeet Elia door de raven gevoed, Rijksmuseum Amsterdam

In de mythologie vervullen raven vaak een belangrijke rol.
- De Germaanse god Wodan (Odin in het Scandinavisch) gebruikt twee raven, genaamd Huginn en Muninn, als boodschappers.
- In het middeleeuwse dierdicht Van den vos Reynaerde komt de raaf Tiecelijn voor, hij brengt boodschappen over aan andere dieren.
- De Kelten kenden goddelijke kracht aan het dier toe: waarzeggerskunst; overwinning in de strijd; vruchtbaarheid. Een totaal zwarte raaf is een boos teken, maar heeft hij een witte vlek, dan brengt hij geluk.
- Bij de Grieken en Romeinen is de raaf het symbool voor een lang leven; hij is de boodschapper van de zonnegod Apollo.
- Bij de Egyptenaren was de raaf juist symbool voor het kwaad.
- Chinezen brengen hem in verband met de zon: een driebenige raaf verbeeldt de tijden van de zon: opkomst, zenit, ondergang.
- Indianen zagen de vogel als een schelm.
- Voor joden is de raaf onrein; symbool van boosheid en kwaad.
- Ook voor de christenen was hij op de eerste plaats een vogel die op aas afkomt, die anderen de ogen uitpikt: zo staat hij voor het kwaad dat de mensen verblindt. Hij is symbool van de zonde in tegenstelling tot de witte duif die pure goedheid belichaamt.
- Bij de moslims staat in de Koran (Soerat al-Maa’idah: 31): "Op dat moment stuurde God een vogel(raaf) die op de grond kraste om Qabil zoon van Adam en Hawa te laten zien hoe hij zijn broer moest begraven."
- De raaf is ook symbool voor het rusteloos zwerven (Noach stuurde een raaf die na vergeefse omzwervingen terugkeerde in de ark); daarom is hij ook symbool van de eenzaamheid, en als zodanig de kluizenaars en woestijnmonniken zeer vertrouwd. Velen van hen werden op wonderbare wijze door raven gevoed: Elia, Paulus de woestijnmonnik, Benedictus; daarnaast kwamen de twee trouwe raven van Meinrad wraak nemen toen de heilige door twee onverlaten was vermoord.
- Daarnaast is de zwarte raaf een van de beschermers van de Karmapa.
- Volgens de Franse dichter De la Fontaine stond de raaf symbool voor zelfoverschatting (ijdelheid), zoals beschreven in Le corbeau et le renard (De raaf en de vos).

## Witte raaf
Incidenteel komen er ook bij de raaf deels tot geheel witte exemplaren voor. Hier is sprake van een recessieve mutatie die partieel of complete pigmentremming in huid, veren en oogpigmenten veroorzaakt (albinisme). Witte raven hebben het moeilijk in het wild. Door hun opvallende verschijning worden ze door prooidieren eerder opgemerkt. Ze hebben door het ontbreken van pigmentlagen in de ogen een sterk verminderd gezichtsvermogen bij daglicht. Daardoor zijn ze ook minder goed in staat voedsel te vergaren. Het begrip witte raaf in het algemeen spraakgebruik staat voor een zeer zeldzame verschijning, wat refereert aan het uitzonderlijke voorkomen van de vogel.

## Video
- Een raaf in Zweden